# Sariac-Magnoac
Sariac-Magnoac település Franciaországban, Hautes-Pyrénées megyében. Lakosainak száma 159 fő (2022. január 1.). Sariac-Magnoac Chélan, Mont-d’Astarac, Aries-Espénan, Betbèze, Castelnau-Magnoac, Casterets és Thermes-Magnoac községekkel határos.

## Népesség
A település népessége az elmúlt években az alábbi módon változott:
| Lakosok száma | 151  | 152  | 155  | 153  | 153  | 154  | 153  | 156  | 159  |
|               | 2013 | 2015 | 2016 | 2017 | 2018 | 2019 | 2020 | 2021 | 2022 |